# Big Monster Aventura
Big Monster Aventura es el cuarto álbum de Dorso. Al igual que el álbum El Espanto Surge de la Tumba quisieron experimentar algo brutal y extremo.

## Lista de temas
- 1. Big Monster Aventura
- 2. Godzilla
- 3. Cosmic Condoro
- 4. Panificator
- 5. Guerra Entre Monstruos de Distintos Planetas
- 6. Gran Chango
- 7. Mothra v/s Godzilla
- 8. Transformed in Cocodrile
- 9. Dinosaur Panorama
- 10. Husmeando bajo la Superficie
- 11. Gracias, oh! Seres de Cochayuyo
- 12. Samurai! We Fight!

## Line-up
- Rodrigo Cuadra – Voz, bajo y teclado
- Álvaro Soms – Guitarra
- Marcelo Naves – Batería

- Datos: Q4906025